# Canton de Birch Run
 (juin 2019).
Si vous disposez d'ouvrages ou d'articles de référence ou si vous connaissez des sites web de qualité traitant du thème abordé ici, merci de compléter l'article en donnant les références utiles à sa vérifiabilité et en les liant à la section « Notes et références ».
Le Canton de Birch Run est un civil township (canton civil) du Comé de Saginaw, dans l'État américain du Michigan. Au recensement de 2010, sa population était de 6 033 habitants.
Le village de Birch Run est situé dans le canton.

## Histoire
Le canton de Birth Run a été fondé en 1853. Joseph Matheson a été élu le premier responsable du village avec 18 votes contre 17 pour Proctor Williams, chez qui l'élection initiale a eu lieu.
Le 7 Juillet 1870, un bureau de poste américain a ouvert ses portes à la frontière avec le comté de Genesee, du côté Nord de Wilard Road à côté du chemin de fer. Celui-ci a été nommé bureau de poste de Hughesville. Le 17 février 1875, le bureau de poste de Hughesville a été rebaptisé en County Line puis Countyline en 1885. Le bureau de poste de Countyline fut fermé le 14 octobre 1904.

## Géographie
Selon le Bureau du recensement des États-Unis, le canton a une superficie de 35,6 milles carrés (soit 92 km²).

## Données démographiques
Selon le recensement de 2000, 6 191 personnes, 2 327 ménages et 1 780 familles résidaient dans le canton. La densité de population était de 173,9 par mille carré (soit 67,1 par km²). Il y avait 2 414 unités de logement à une densité moyenne de 67,8 par mille carré (soit 26,2 par km²). La composition raciale du canton était de 96,96% de Blancs, 0,48% d'Afro-Américain, 0,39% d'Amérindiens, 0,19% d'Asiatiques, 0,60% d'autres races et 1.,37% de deux races ou plus. Les Hispaniques ou les Latino-Américains, toutes races confondues, représentaient 2,18% de la population.
Il y avait 2 327 ménages, dont 36,4 % avaient des enfants de moins de 18 ans vivant avec eux, 63,6 % étaient des couples mariés vivant ensemble, 9,5 % avaient une femme au foyers sans mari et 23,5 % n'étaient pas des familles. 19,9 % de tous les ménages étaient composés d'une seule personne et 7,7 % comptaient une personne seule âgée de 65 ans ou plus. La taille moyenne des ménages était de 2,65 et celle des familles de 3,05.
Dans le canton, la population était répartie comme suit : 27,1 % de moins de 18 ans, 7,3 % de 18 à 24 ans, 30,6 % de 25 à 44 ans, 23,5 % de 45 à 64 ans et 11,4 % âgés de 65 ans ou plus. L'âge médian était de 36 ans. Pour 100 femmes, il y avait 97 hommes. Pour 100 femmes de 18 ans et plus, il y avait 92,9 hommes.
Le revenu médian d'un ménage du canton était de 47 538 $ et celui d'une famille était de 54 149 $. Le revenu médian des hommes était de 41 947 $ contre 26 781 $ pour les femmes. Le revenu par habitant du canton était de 20 984 $. Environ 4,1 % des familles et 4,9 % de la population vivaient sous le seuil de pauvreté, dont 5,4 % des moins de 18 ans et 2,5 % des 65 ans et plus.

## Éducation
Le district scolaire "Birch Run Area School District" dessert le village de Birch Run, la majorité du canton de Birch Run et le  canton de Taymouth.  Le reste du canton de Birch Run, soit environ 8,5 milles carrés (soit 22 km²), est desservi par le district scolaire "Frankenmuth School District". Environ un tiers de mille carré (0,86 km²) est couvert par "Clio Area School District".
Les équipes sportives de Birch Run sont surnommés les "Panthers".